# جون إدواردز (سياسي أمريكي)
جون إدواردز (بالإنجليزية: John Edwards)‏ هو سياسي أمريكي، ولد في 6 أغسطس 1781، وتوفي في 28 ديسمبر 1850. حزبياً، نشط في الحزب الديمقراطي. وقد انتخب عضو مجلس النواب الأمريكي.